# آژانس اندیور تلنت
آژانس اندیور تلنت (انگلیسی: Endeavor Talent Agency) شرکت سرگرمی و تبلیغات ورزشی آمریکایی است، که در سال ۱۹۹۵ توسط آری امانوئل و پاتریک وایتسل تأسیس شد.